# Tomislav Špoljar
Tomislav Špoljar (Bakar, 1. travnja 1908. − 1969.) je bio hrvatski defektolog. 

## Životopis
Rodio se je u Bakru 1908. godine. Potom se je preselio u Varaždin gdje je poslije živio i radio. Zaposlio se je u Državnoj narodnoj I. mješovitoj pučkoj školi "Kraljice Marije". Ondje je osnovao i organizirao rad prvih pomoćnih odjeljenja za učenike s teškoćama u razvoju. Odjeljenja rade od 6. listopada 1931. godine.
U poslijeratnoj Hrvatskoj Tomislav Špoljar osnovao je siječnja 1963. Visoku defektološku školu pri Sveučilištu u Zagrebu. Ta defektološka škola bila je prva i jedina visokoškolska ustanova sveučilišnog studija defektologije u Hrvatskoj i u cijeloj ondašnjoj saveznoj državi. Ta je škola poslije postala fakultetom. Prvi dekan tog fakulteta bio je prof. Špoljar. 
Prof. Špoljar umro je u Zagrebu 1969. godine. Ondje je i pokopan.

## Nagrade i priznanja
Danas se po njemu zove nagrada Saveza edukacijskih rehabilitetora Hrvatske, nagrada Tomislav Špoljar i Centar za odgoj i obrazovanje u Varaždinu.